# Staatse leger

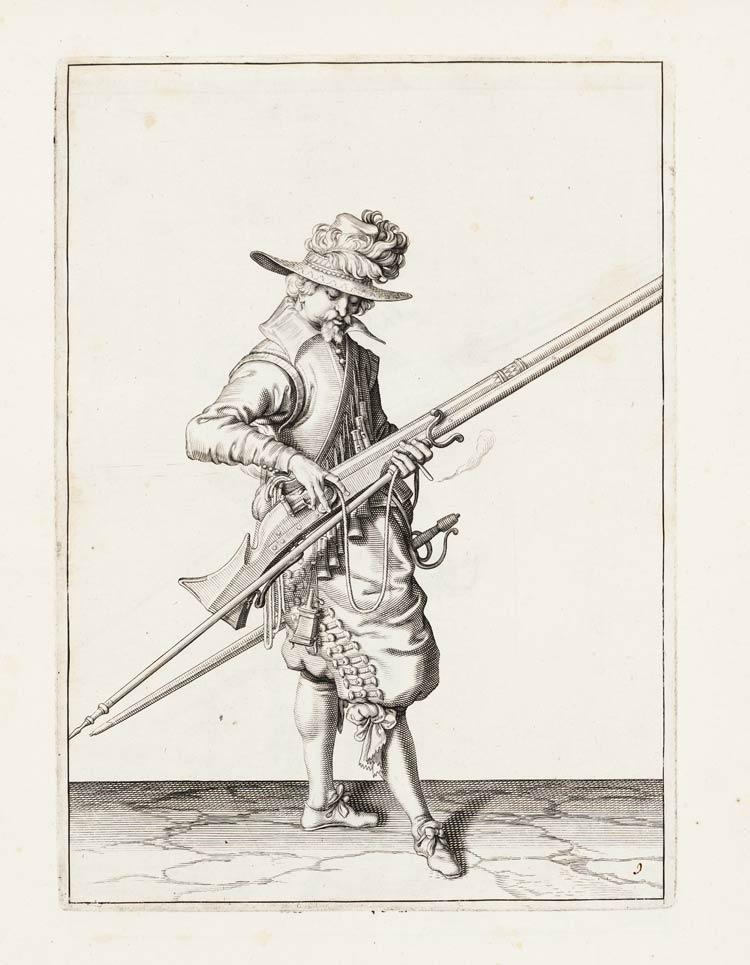
Moschiettere dell'Esercito degli Stati di Jacob de Gheyn

Lo Staatse leger (in italiano Esercito degli Stati) fu l'esercito della Repubblica delle Sette Province Unite. Venne chiamato così, perché formalmente era l'esercito degli Stati Generali della Repubblica delle Sette Province Unite, il potere sovrano di quella repubblica federale. Questo esercito mercenario venne portato ad una tale dimensione e stato di preparazione che fu in grado di reggere il confronto con gli eserciti delle maggiori potenze europee del XVII secolo, la Spagna asburgica e la Francia di Luigi XIV, nonostante queste potenze disponessero di risorse militari molto più vaste. Svolse un ruolo importante nella guerra degli ottant'anni (contrapposto all'Armata delle Fiandre spagnola) e nelle guerre della Grande Alleanza con la Francia dopo il 1672.

## Premesse
Secondo alcuni storici (Ten Raa e De Bas) la fondazione dell'Esercito degli Stati risalirebbe al primo anno della guerra d'indipendenza olandese, il 1568. Gli storici moderni propendono per una data più tarda, e la collocano tra il 1576 (anno in cui gli Stati Generali si unirono nella Rivolta dei pezzenti contro Filippo II di Spagna, e iniziarono ad aumentare le proprie truppe) e il 1588 (l'anno in cui la parte settentrionale dei Paesi Bassi divenne una repubblica dopo la partenza del conte di Leicester), anche se non vi è alcun accordo definitivo su una data precisa. Tuttavia, l'esercito non nacque dal nulla. Le sue radici sono da ricercarsi negli eserciti creati dai governanti dei Paesi Bassi asburgici, Filippo e suo padre Carlo V, nelle loro guerre con la Francia prima del 1559. Questi erano eserciti mercenari reclutati tra i Lanzichenecchi, e di questi seguivano l'organizzazione e i costumi militari.
Guglielmo il Taciturno, principe d'Orange, leader della rivolta contro gli spagnoli, aveva ricevuto la sua formazione militare al servizio di Carlo V. Nel 1552, costituì un proprio reggimento lanzichenecco e, seguendo le modalità di operare degli Asburgo, organizzò, nel 1568, l'invasione dei Paesi Bassi. La sua esperienza con i mercenari tedeschi non fu incoraggiante. Infatti le truppe avevano la tendenza alla diserzione prima delle battaglie ed erano meno addestrate e meno disciplinate di quelle del duca d'Alba, che ebbe la meglio sul Principe d'Orange. Quando combatté in Francia a fianco degli Ugonotti, tra il 1569 e il 1571, rimase positivamente impressionato dall'organizzazione militare e tattica francese. Ciò lo spinse, dopo il 1572, ad attuare una serie di riforme quando iniziò a formare truppe mercenarie per conto degli Stati d'Olanda ribelli. Queste riforme includevano l'eliminazione del diritto di autogoverno delle bande mercenarie e la riforma della giustizia militare alla quale erano sottoposte; questi aspetti organizzativi vennero modellati sull'esempio francese. Guglielmo ridusse anche la dimensione delle compagnie a circa 150 uomini, e introdusse, sempre secondo il modello francese, i gradi per gli ufficiali e sottoufficiali, non esistenti nell'organizzazione dei Lanzichenecchi. Infine, nelle nuove compagnie create, cambiò la proporzione tra armi da fuoco e armi inastate a favore delle prime.
Fatta eccezione per la preponderanza delle armi da fuoco, queste riforme rimasero attive durante tutta la storia delle truppe mercenarie, prima in quelle degli Stati d'Olanda, e poi in quelle degli Stati Generali (anche se sono spesso attribuite al figlio di Guglielmo, Maurizio di Nassau). Tra il 1576 e il 1588, tuttavia, la maggior parte delle forze a disposizione degli Stati Generali, sia direttamente pagate dagli stessi, sia al soldo di alleati stranieri, quali il duca d'Angiò o il conte di Leicester, non ebbero questo modello organizzativo. Queste forze, tuttavia, non possono essere considerate come la base costituente dell'Esercito degli Stati. Questo esercito prese forma solo dopo che nel 1579 venne costituita l'Unione di Utrecht. A questa iniziativa non presero parte il Brabante e le Fiandre assoggettate al duca di Parma. Solo anni più tardi parte del Brabante e delle Fiandre entrarono a far parte dell'Unione. Il cuore di questo nuovo esercito furono le truppe mercenarie degli Stati d'Olanda, sul modello introdotto dopo il 1572.

## Finanziamento
Benché l'aspetto del finanziamento di una forza militare venisse generalmente affrontato dopo la sua nascita, nel caso dell'Esercito degli Stati svolse un ruolo importante nella sua stessa formazione, influenzandone anche l'organizzazione. Anche se gli eserciti del XVI secolo erano solitamente composti da mercenari, non mancavano le leve feudali e i volontari. Questi erano carenti nell'Esercito degli Stati (la milizia civica o Schutterij non faceva parte dell'esercito). A quanto pare non venne mai in mente alle autorità della Repubblica di organizzare un esercito volontario o di leva; i mercenari erano l'unica opzione possibile. Questo era già stato il caso sotto gli Asburgo, quando agli Stati delle diverse province fu chiesto di pagare per il potenziamento degli eserciti asburgici, sicché gli Stati svolsero un ruolo nella loro amministrazione finanziaria, come l'arruolamento. Sotto questo aspetto, le autorità delle province ribelli ripartirono da dove erano rimaste. Erano, però, soddisfatti di limitare il loro ruolo di amministrazione finanziaria e l'innalzamento del denaro necessario attraverso il finanziamento di una condizione fiscale-militare. Quest'ultima formava già un notevole onere per le finanze pubbliche delle province al tempo di Carlo V, e contribuì alla formazione di istituzioni precocemente moderne per la gestione del debito pubblico in cui l'olandese ebbe un ruolo pionieristico.
Queste istituzioni finanziarie contribuirono a "colpire sopra il suo peso" la Repubblica delle Sette Province Unite nelle questioni militari. Senza il "libero mercato" internazionale per i soldati mercenari della Repubblica, con la sua popolazione di circa 1,5 milioni di euro nel XVII secolo, sarebbe semplicemente mancata la base di manodopera per competere con paesi come Spagna (10 milioni di abitanti, nel periodo in questione) e Francia (20 milioni).
La tabella seguente riporta i punti di forza dell'Esercito degli Stati olandesi, l'Armata delle Fiandre e l'esercito francese negli anni cruciali nei rispettivi conflitti.
| Anno | Esercito degli Stati | Armata delle Fiandre | Esercito francese |
| ---- | -------------------- | -------------------- | ----------------- |
| 1588 | 20,500               | 63,455               | 50,000            |
| 1607 | 62,000               | 49,765               | 10,000            |
| 1621 | 55,000               | 62,600               |                   |
| 1635 | 70,000               | 63,258               | 200,000           |
| 1648 | 60,000               | 65,458               |                   |
| 1650 | 30,000               |                      |                   |
| 1667 | 53,000               |                      | 134,000           |
| 1672 | 90,000               |                      | 280,000           |
| 1680 | 40,000               |                      | 165,000           |
| 1689 | 102,000              |                      | 420,000           |
| 1700 | 45,000               |                      | 140,000           |
| 1712 | 119,000              |                      | 380,000           |
| 1792 | 44,000               |                      |                   |
| 1793 | 60,000               |                      |                   |

Gli eserciti mercenari livellarono il campo di gioco. Ma erano molto costosi da mantenere. Ad esempio, il costo di schieramento dell'Esercito degli Stati prima del 1609 (anno della tregua dei dodici anni) era di circa 600.000 fiorini all'anno. Nel periodo tra il 1621 e il 1629 (quando la Repubblica era sulla difensiva contro la Spagna) il costo salì tra 800.000 e 1 milione di fiorini all'anno. Dopo il 1629 (quando la Repubblica passò all'offensiva e aumentò le dimensioni delle forze armate) il costo salì di nuovo tra 1,5 e 2 milioni di fiorini all'anno, con un picco di 3.000.000 nel 1632 (quando Federico Enrico spazzò le fortezze nella valle della Mosa). Tali costi contribuirono al pesante fardello che il contribuente olandese dovette sopportare: l'Olanda da solo ha contribuito con 9,3 milioni di fiorini nel 1630; 11 milioni nel 1634; 12,3 milioni nel 1635; e nel 1640 10,2 milioni per il bilancio di guerra. Queste somme superavano le entrate ordinarie della provincia. La differenza doveva essere presa in prestito da investitori. Nel 1634 il solo distretto meridionale della provincia già doveva 44,4 milioni di fiorini. Tuttavia, la Repubblica, e in particolare la provincia di Olanda, generarono così tanti risparmi necessari di opportunità di investimento redditizi, che il mercato dei capitali olandese ebbe pochi problemi a generare i finanziamenti pubblici necessari. Il credito degli Stati fu eccellente, perché il sistema della finanza pubblica, con i suoi flussi di reddito dedicato al servizio del debito pubblico (unico al momento in Europa, anche se l'Inghilterra lo avrebbe copiato dopo il 1689) attirò la fiducia degli investitori. Questo sistema di mobilitazione di risorse finanziarie fece la Repubblica uno dei primi stati fiscal-militari.
Dopo 1588 il finanziamento delle spese di guerra della Repubblica venne messo su un nuovo piano organizzativo. Nel trattato di difesa Unione-di-Utrecht dell'Unione venne indicato come una delle principali funzioni della repubblica federale. Anche se ogni provincia partecipante mantenne alcune prerogative (come prenotare il comando supremo delle sue forze al proprio statolder), in pratica decisero di unire le loro risorse e pagare una quota fissa del costo dello stabilimento dell'esercito. La struttura venne elencata nel cosiddetto  Staat van Oorlog  (probabilmente meglio tradotto come "dichiarazione di guerra") che "ripartizionò" il costo dei reggimenti e delle compagnie alle diverse province. Questa dichiarazione venne redatta periodicamente dal Consiglio di Stato (da non confondere con l'attuale Consiglio di Stato olandese, anche se fu un predecessore di quest'ultimo), un organo consultivo del Stati generali che era incaricato di una serie di funzioni militari-amministrative. È spesso scambiato per l'annuale "bilancio di guerra" della Repubblica, ma questa funzione venne effettivamente svolta dalla "Petizione generale", anch'essa elaborata dal Consiglio di Stato, sulla base dello  Staat van Oorlog , e presentata al membri delle singole province, dopo essere stata approvata dagli Stati generali. Le province idealmente rimettevano i loro contributi ai finanziatori dell'esercito, ma in pratica soprattutto le province interne erano tardive a questo riguardo, che spesso costringeva l'Olanda (già gravata con il pagamento di una quota del 58%) a far avanzare anche questi pagamenti.
Anche se l'assegnazione di un reggimento in una certa provincia non implica che tale unità era un esercito privato di quella provincia, ci furono spesso stretti legami tra tale unità e la provincia pagante, in particolare per quanto riguarda la nomina degli organi incaricati era preoccupante. Anche se tali nomine erano solitamente fatte dal capitano-generale dell'esercito (tranne quando non esisteva l'ufficiale, come durante il primo periodo senza stadtholder), gli Stati delle province di solito lo presentavano con una lista di tre candidati scelti. Per altri aspetti (guarnigione di fortezze, il rifornimento delle truppe, anche il movimento delle truppe) vi erano spesso tensioni tra le Province e il comando centrale dell'esercito sulle unità "ripartizionate".
Le province erano desiderosi di assicurare che il loro denaro fosse ben speso. Fin dai tempi degli Asburgo, essi quindi avevano sostenuto un ruolo nella lotta contro la frode, che era endemica nel sistema dell'esercito mercenario. Ogni provincia aveva quindi il diritto di radunare le truppe per cui aveva pagato (e se queste stessero presidiando insieme con le truppe che erano state pagate da altre province, anche quelle altre truppe, perché altrimenti lo scambio fraudolento delle truppe sarebbe stato troppo difficile da prevenire).
Un'altra conseguenza della volontà di garantire che il denaro venisse ben speso nelle questioni militari fu l'istituzione del vice-sul-campo. Questi ufficiali vennero delegati da parte degli Stati delle province per essere vicino l'Alto Comando durante le campagne, dove avevano il potere di prendere decisioni politiche urgenti per conto degli Stati generali. Purtroppo, questi deputati spesso interferivano con le decisioni operative ed erano generalmente considerati più un ostacolo che un vantaggio dai migliori comandanti. Il duca di Marlborough era particolarmente caustico su di loro, quando comandò l'Esercito degli Stati durante la guerra di successione spagnola, ma un deputato come Sicco van Goslinga a volte rese servizi utili durante quella campagna.
Anche se in linea di principio tutte le truppe venivano assegnate ad una particolare provincia, negli anni successivi gli Stati Generali furono a volte costretti ad aumentare le truppe che le singole province si rifiutavano di pagare. Queste truppe "non ripartizionate" dovevano essere pagate dalle entrate limitate degli stessi Stati Generali, per lo più le tasse che sollevavano nei Territori della Generalità. Poiché queste truppe divennero un peso grave per la "generalità", essi erano generalmente i primi a essere lasciar andare nelle periodiche, e generalmente non ben curate, riduzioni dell'esercito.

## Organizzazione

### Alto Comando
Dai tempi degli Asburgo, l'Esercito degli Stati ereditò la struttura del suo alto comando. Il comandante in capo delle forze militari provinciali era tradizionalmente il stadtholder reale, che agiva come capitano generale. Aveva un deputato (nei giorni asburgici noto come maréchal de l'ost), che riceveva il titolo di feldmaresciallo. Questa disposizione venne rilevata dalla Repubblica, anche se le forze provinciali erano ormai fuse in una forza federale unificata. Dato che la maggior parte delle province selezionavano la stessa persona (un membro della Casa d'Orange-Nassau dopo il 1586) come loro stadtholder, questo non portò a un comando diviso in pratica, anche se era presente un potenziale conflitto, perché la provincia di Frisia aveva sempre uno statolder (e capitano generale) diverso, fino a quando Guglielmo IV ricevette la nomina in tutte le province nel 1747.
I primi due stadtholder che nominalmente condivisero la capitaneria generale, Maurizio e Guglielmo Luigi, condivisero le responsabilità amichevolmente su un piano di parità. Il successore di Maurizio, Federico Enrico, fu il primo ad essere nominato capitano generale (ed ammiraglio) dell'Unione nel 1625, nella cui veste era superiore in grado dei suoi colleghi frisoni. Lo stadtholder frisone Guglielmo Federico non poté usufruire di un comando separato durante la vita di Federico Enrico.
Le cose divennero scomode durante i periodi in cui un certo numero di province rifiutò di nominare uno stadtholder (la Frisia ebbe sempre uno stadtholder durante questi periodi). Durante il primo periodo senza stadtholder, la funzione di capitano generale dell'unione venne semplicemente lasciata vacante fino alla fine, nel 1672, quando venne nominato Guglielmo III, in un momento in cui non era ancora stadtholder. In questo periodo il comando supremo dell'esercito venne affidato al feldmaresciallo che era in carica alla morte di Guglielmo II nel 1650, Johan Wolfert van Brederode. Ma dopo la sua morte nel 1655, anche questa funzione venne lasciata vacante, perché era politicamente imbarazzante per gli Stati d'Olanda nominare uno dei candidati per la funzione, lo stadtholder frisone Guglielmo Federico, o Giovanni Maurizio di Nassau-Siegen. Quest'ultimo venne tuttavia nominato alla posizione nel 1668, insieme con il generale dell'Holstein Paulus Wirtz come secondo feldmaresciallo, data l'età avanzata di Giovanni Maurizio. D'ora in poi l'Esercito degli Stati di solito ebbe due feldmarescialli, e dopo il 1689 per un breve periodo anche tre (quando Enrico Casimiro II di Nassau-Dietz venne nominato alla funzione, rassegnò però le dimissioni quando non ricevette la nomina del primo maresciallo dopo la morte di Waldeck nel 1692).
Dopo la morte di Guglielmo III e l'inizio del secondo periodo senza stadtholder, gli Stati Generali nominarono il duca di Marlborough come capitano generale dell'Esercito degli Stati (anche se acutamente gli diedero il titolo di lieutenant – capitano generale – per evitare di ferire la sensibilità nei circoli orangisti). Dopo che la Gran Bretagna ritirò il Duca e concluse un armistizio separato con la Francia, nel 1712, il Principe Eugenio di Savoia venne nominato luogotenente-capitano-generale dell'Unione per il resto della guerra di successione spagnola. La funzione rimase di nuovo vacante in seguito, fino alla nomina del stadtholder frisone Guglielmo IV a stadtholder di tutte le province. Dopo la sua morte prematura, il duca Luigi Ernesto di Brunswick-Lüneburg ricoprì la carica durante la minoranza di Guglielmo V. In tutto questo periodo la posizione del feldmaresciallo venne occupata da una successione di generali a volte stranieri dell'Esercito degli Stati, di comprovata competenza, come il già citato Waldeck, Nassau-Ouwerkerk, e il Conte di Athlone. Il duca di Brunswick era feldmaresciallo, prima e dopo la sua permanenza in carica del capitanato generale.
Sotto l'alto comando ci furono alcune posizioni di vertice nei primi anni di esistenza dell'esercito che differivano da parte dell'organizzazione in seguito, anche se poi si evolvettero nelle posizioni più familiari, come il van Generaal de vivres (quartiermastro generale), il maestro generale dell'artiglieria e il generale della cavalleria. Gli altri ufficiali da campo avevano già i loro titoli moderni.

### Struttura organizzativa
L'unità di base dell'Esercito degli Stati era la compagnia a piedi (chiamata Vendel) o a cavallo (chiamata Vaan). Questa era comandata da un capitano (Ritmeester in una compagnia di cavalleria), che era assistito da un tenente e da un alfiere (fanteria) o cornista (cavalleria) come sottufficiali. La compagnia di fanteria era generalmente divisa in quattro sezioni, chiamate esquadres o corporaalschappen, sotto il comando di un caporale assistito da un lanspassaat (lancia spezzata). Queste funzioni e titoli differivano dalla solita organizzazione lanzichenecca. Essi vennero introdotti da Guglielmo il Taciturno nelle sue riforme dopo il 1572. In questa organizzazione i weifels dell'organizzazione lanzichenecca vennero sostituiti da due sergenti, che erano incaricati della preparazione delle truppe nelle tecniche di combattimento.
Altri sottufficiali a livello di compagnia erano il quartiermastro, due batteristi, un impiegato e un chirurgo. Una compagnia di cavalleria aveva accanto i tre ufficiali incaricati quartiermastri, due trombettieri, un impiegato e un fabbro. La dimensione della compagnia di fanteria variava: in momenti diversi aveva 200, 113 o 89 uomini. Le grandi compagnie spesso avevano il proprio provost marshal. Anche la dimensione delle compagnia di cavalleria variava, tra 80 e 150 cavalli.
Le compagnie erano spesso costituite come parte di reggimenti quando le truppe venivano sollevate. Ma questi reggimenti non giocarono un ruolo organizzativo importante. Invece, le compagnie venivano combinate in "battaglioni", come le formazioni di combattimento, in contrapposizione al tercio dell'Armata delle Fiandre spagnola. Il battaglione era più piccolo di un tercio, ma aveva un complemento di armi da fuoco proporzionalmente più grande e usava tattiche diverse come conseguenza delle riforme tattiche di Maurizio.

### Reclutamento
Come in altri eserciti mercenari del tempo, la leva di nuove truppe era di solito in appalto a imprenditori militari. Gli Stati generali di solito concludevano un cosiddetto Capitulatie con un tale uomo d'affari, che stabiliva i dettagli, come il numero di truppe da arruolare, la retribuzione da offrire, il luogo d'adunata, e il cosiddetto Artikelbrief (il Codice di Guerra che disciplinava la condotta delle truppe). L'imprenditore di solito aveva egli stesso una commissione come colonnello del "reggimento" arruolato (anche se il termine "reggimento" è qui usato liberamente, dato che non aveva ancora connotato una formazione militare di una dimensione fissa). In seguito il colonnello inviava i reclutatori nelle aree in cui il reclutamento prendeva posto. Questi, pubblicizzata la possibilità di arruolarsi per avere batteristi, attiravano l'attenzione nei luoghi pubblici. I reclutatori poi sottoscrivevano le nuove reclute (a volte offrivano un bonus di firma, anche se questo era rischioso, perché molti di coloro che lo ricevevano fuggivano prima di entrare in servizio). Le reclute marciavano poi al luogo convenuto di prima adunata. Durante questo trasporto venivano alloggiati e nutriti per il conto dei capitani di compagnia, che ricevevano un loopgeld (letteralmente: "denaro da marcia") fisso per la fanteria o l'equivalente Anrittgelt per la cavalleria.
Le nuove reclute venivano concentrate nel luogo d'adunata, dove venivano registrati dal commissario d'adunata, un ufficiale degli Stati generali. La registrazione comprendeva l'annotazione di una serie di particolari sulle singole reclute del rotolo di adunata, in modo da dare la possibilità di controllare le identità in adunate future. Dopo l'adunata le reclute giuravano di obbedire gli articoli di guerra. Ricevevano poi le armi (e negli anni successivi anche le loro uniformi) che dovevano rimborsare i loro capitani da una detrazione dei loro salari.
Solo dopo questa prima adunata la prima rata dei salari veniva messa a disposizione del capitano, che era responsabile dell'erogazione agli uomini. In altre parole, anche se gli Stati Generali avrebbero preferito il pagamento diretto agli uomini (e spesso decretarono che questo sarebbe dovuto avvenire), in pratica, il pagamento avvenne sempre tramite il capitano. Ciò può essere spiegato dal fatto che il capitano era anche un piccolo imprenditore, che "possedeva" la compagnia come una preoccupazione a scopo di lucro, ma che gestiva grandi rischi finanziari. Per tutelare i propri interessi finanziari doveva quindi fare in modo che il denaro fluisse alla sua compagnia passando attraverso le sue mani, se non altro perché spesso il salario mensile avanzato veniva indebitamente versato su base giornaliera in forma di "prestiti" ai suoi uomini. Questa era una necessità, perché i salari erano spesso in arretrato. Dovevano essere pagati con una periodicità di 42 giorni (il cosiddetto heremaand), ma spesso il pagamento era differito e il capitano doveva anticipare il denaro, estendendo così l'onere ai suoi ufficiali pagatori. Ad un primo momento questo rischio finanziario faceva presupporre il possesso del capitale informale, per diventare un capitano, ma poi l'apporto di capitale venne rilevato dai cosiddetti solliciteurs-Militair ("Sollecitori militari"), persone private che contrattavano con i capitani per avanzare regolarmente soldi alla compagnia, in cambio di un canone fisso e d'interesse. Attraverso questo espediente gli uomini ricevettero la paga più regolarmente, riducendo sensibilmente la frequenza di ammutinamenti certamente in confronto all'Armata delle Fiandre.
Poiché il potenziale di manodopera del territorio della Repubblica era così limitato, gli Stati Generali dovevano guardare oltre i confini olandesi per una gran parte delle reclute. Per fortuna, in quei giorni le autorità straniere non si opposero spesso agli sforzi di reclutamento nel loro territorio (almeno prima dell'inizio della guerra dei Trent'anni, quando la possibilità di reclutamento in Germania divenne più limitata). La Repubblica era quindi in grado di ottenere un gran numero di reclute da Scozia, Inghilterra, Sacro Romano Impero, Francia, e poi anche dai Cantoni protestanti svizzeri (con il quale vennero fatte convenzioni speciali per questo scopo). A differenza dell'Armata delle Fiandre, l'Esercito degli Stati olandesi mantenne questi contingenti stranieri separati nei loro reggimenti. Ciò ebbe il vantaggio che in caso di minaccia di ammutinamento un contingente avrebbe potuto essere controllato da altri. Il comando dell'esercito spesso sfruttava anche la rivalità tra queste Nazioni per estrarre sforzi supplementari, per esempio attraverso l'organizzazione di "razze" tra contingenti di genieri di diversa nazionalità per la prima trincea per raggiungere il fosso di una fortezza assediata, come accadde durante l'Assedio di Breda (1637). Il rovescio della medaglia di questa politica è che a volte scoppiavano epiche risse tra i contingenti, in cui gli inglesi venivano spesso coinvolti.
Questa politica di reclutamento implicava che di solito la metà dell'Esercito degli Stati consisteva di truppe straniere, e in tempi di espansione dell'esercito ancora di più. L'esercito ebbe una brigata scozzese durante tutta la sua esistenza. I reggimenti inglesi vennero con rammarico ripagati dopo aver rifiutato di giurare fedeltà poco prima dell'inizio della seconda guerra anglo-olandese nel 1663. I reggimenti francesi scomparvero durante le guerre con la Francia, alla fine del secolo, ma vennero sostituiti con reggimenti svizzeri per il resto dell'esistenza dell'esercito. Anche se spesso sostennero che solo la Repubblica reclutava i protestanti, in realtà, questo non era una condizione di impiego. Era vero che solo i cappellani protestanti avevano accesso nell'esercito, ma i cattolici vennero autorizzati ad arruolarsi, e alcuni lo fecero.
Oltre a questo metodo regolare di reclutamento diretto, la Repubblica usava saltuariamente metodi straordinari. In tempi di emergenza l'esercito poteva essere rafforzato mobilitando le milizie civiche (come accadde durante le emergenze del 1629 e il 1672), o più utilmente (dato che la milizia civica aveva un valore militare limitato) mobilitando i cosiddetti waardgelders. Queste truppe erano assunte con contratti a tempo determinato (in contrapposizione con le truppe regolari, che venivano assunte per la durata) per svolgere compiti di guardia nelle città di guarnigione, quando le truppe regolari erano assenti nella campagna durante i mesi estivi. Ma in tempo di emergenza a volte venivano inviati all'esercito mobile.
La Repubblica di solito utilizzava imprenditori militari solo a livello di reggimenti, non interi eserciti, se non altro per mantenere il controllo della preparazione dei soldati e l'alto comando delle truppe. Eppure, ci furono alcuni casi in cui vennero assunti interi eserciti prêt-à-porter per così dire. L'esempio più noto è l'impegno delle truppe di Ernst von Mansfeld all'inizio degli anni 1620, ma l'aumento dell'esercito nel 1688 con le truppe prussiane per sostituire le forze di invasione che la Repubblica inviò in Inghilterra per realizzare la Gloriosa rivoluzione in quel paese poteva contare come un altro (come anche l'impiego di truppe danesi nella Battaglia del Boyne, anche se tecnicamente queste erano alle dipendenze di Guglielmo III come re d'Inghilterra).
Più curioso fu l'impiego su base temporanea di un tercio di ammutinati spagnoli, che entrarono in via provvisoria al servizio degli Stati Generali nel 1602-1604, in attesa della risoluzione della controversia con il governo di Bruxelles. Gli ammutinati formalmente rimasero al servizio spagnolo come formazione militare coerente e non si consideravano "disertori", ma arrivarono ad un vantaggioso accordo con gli olandesi durante il quale si difesero contro i tentativi da parte del comando supremo spagnolo di restituirli all'obbedienza con la forza, allo stesso tempo evitando la conquista di alcune fortezze olandesi da parte degli spagnoli.
Infine, in questo contesto, dovrebbe essere menzionata una forma più regolare di "re-reclutamento" che, in pratica, ebbe una certa importanza quantitativa: il riscatto di prigionieri di guerra. Anche se nelle prime fasi della guerra degli ottant'anni entrambe le parti avevano spietatamente giustiziato prigionieri di guerra (una pratica che continuò per lungo tempo nella guerra nel mare), questa pratica fu presto riconosciuta come uno spreco di denaro, dato che i prigionieri erano spesso pronti e in grado di offrire grandi somme di denaro per riconquistare la propria libertà. La pratica di riscatto fu a lungo consuetudine nelle guerre medievali e non vi era alcun motivo per rinunciare i suoi vantaggi pecuniari in questo conflitto. Il riscatto informale fu presto formalizzato in un cosiddetto cartello tra gli alti comandi dei due belligeranti, in primo luogo nel 1599, e più sicuramente nel 1602. Questo cartello era un trattato formale che enumerava i tassi di cambio per i diversi tipi di prigionieri e di altre condizioni di trattamento (e compensazione per l'alloggiamento e l'alimentazione). Il vantaggio per i comandanti dei due eserciti era che le perdite dovute alla cattura di prigionieri avrebbero potuto essere reintegrate relativamente a buon mercato e rapidamente. Il cartello con la Spagna rimase in vigore per il resto della guerra. Cartelli simili vennero conclusi nelle guerre successive.

### Frode e adunata
Come in altri eserciti mercenari precocemente moderni, la frode d'adunata fu endemica nell'Esercito degli Stati. Ciò è dovuto alla difficile posizione di capitani come imprenditori. Venivano pagati secondo l'effettiva forza delle loro compagnie come stabilito alle adunate regolari che le province tenevano per le unità sulle loro repartitie. Che la forza effettiva di solito era di gran lunga al di sotto delle forze 'nominali' della compagnia a causa di processi di attrito, come perdite dovute a malattia, diserzione, battaglia "nominale" vittime, compresi i prigionieri di guerra e i dispersi, e "bracconaggio" da altri capitani del personale. C'era poco che i capitani potessero fare per prevenire questo processo di logoramento naturale, ma venivano ritenuti responsabili di rifornire i ranghi, generalmente senza alcun compenso per i costi aggiuntivi. Questi avrebbero potuto essere notevoli, dato che i capitani dovevano organizzare le proprie unità di assunzione regolare. D'altra parte, i capitani avevano poco incentivo a mantenere le loro unità di combattimento alla forza, perché loro (e i loro uomini) avevano poca intenzione di combattere realmente, se potevano farne a meno, in modo che non vedevano un vantaggio personale nel mantenere le loro unità in preparazione ottimale. Questo dilemma comprensibilmente li motivava a far apparire ai commissari d'adunata che le loro unità erano fino alla forza.
I metodi di frode erano ben noti, a causa di un uso estensivo, e ricevettero nomi specifici nel settore militare. Un trucco era quello d'includere il cosiddetto passe-volants: i civili si passavano come soldati durante l'adunata in cambio di un piccolo dono. Una variante era "prendere in prestito" soldati da altre unità per la durata dell'adunata, o anche importarli definitivamente, riducendo di conseguenza il numero di soldati delle altre unità.
Per far fronte a questi stratagemmi, le autorità ricorsero dapprima alla minaccia di punizioni severe (anche se furono raramente imposte) e all'ispezione frequente sotto forma di adunate. Ma le adunate frequenti avevano il loro lato negativo. In linea di principio dopo ogni adunata le truppe avrebbero dovuto ricevere la paga arretrata, ma spesso questo non accadeva; il mancato pagamento avrebbe potuto presentare un rischio di ammutinamento. Inoltre, la riduzione della forza effettiva e i pagamenti dopo un'adunata avrebbero potuto portare ad un'ulteriore riduzione della forza effettiva, perché i comandanti spesso dimettevano i loro soldati meglio pagati per rimanere avanti nel gioco finanziario.
Un approccio migliore sembrava essere quello di offrire carote invece di bastoni. In primo luogo, ai capitani venne dato un margine di manovra, consentendo loro una certa percentuale delle truppe mancanti, senza conseguenze per il loro pagamento. Inoltre, in alcuni casi la forza nominale delle compagnie venne abbassata intenzionalmente, al contempo mantenendo la quantità di pagamenti costante, dando così alle truppe un aumento di stipendio nell'affare. Ma l'approccio migliore sarebbe stato che il governo si assumesse i rischi imprenditoriali del capitano. Tuttavia, questo accadde nella Repubblica solo nelle riforme di Guglielmo III dopo il 1672.

## Riforme tattiche del tardo XVI secolo
Negli anni dopo il 1590, i cugini Guglielmo Luigi e Maurizio di Nassau, stadtholder e capitani-generali della Frisia e della Groninga, rispettivamente le restanti province, introdussero importanti riforme tattiche che sarebbero state copiate da altri eserciti europei, generando in tal modo una rivoluzione militare tattica nella prima metà del XVII secolo. Il problema che cercavano di risolvere era che la mancanza di uniformità negli armamenti e nelle capacità tattiche delle formazioni mercenarie che assumevano sul mercato libero rendeva difficile la lotta coordinata. Inoltre la tattica dominante del tempo era stata sviluppata dai loro avversari, i comandanti spagnoli, e questo favoriva le truppe spagnole (che erano ben preparate) sopra i loro imitatori. Ciò di cui avevano bisogno era una nuova concezione tattica che affrontasse i punti deboli nella tattica spagnola. A partire dal 1596 introdussero una serie di riforme che affrontavano entrambi i problemi.
Prima di tutto, cambiarono la relativa preponderanza di armi inastate sopra le armi da fuoco. D'ora in poi una compagnia di 119 uomini avrebbe avuto il 38% di picche, il 25% di moschetti, e il 37% di archibugi ad acciarino, rispetto alla vecchia formazione che aveva più del 50% delle armi inastate, come picche e alabarde. Poiché gli acciarini erano ritenuti inaffidabili, dal 1609 gli archibugi vennero eliminati e tutte le armi dovevano essere moschetti. La cavalleria di lancieri venne sostituita dopo il 1596 con corazzieri e archibugieri, entrambi armati di armi da fuoco.
La perdita dei picchieri diminuì potenzialmente la capacità difensiva della compagnia, dato che il tasso di fuoco delle armi da fuoco era lento, e i moschettieri avevano bisogno di rifugiarsi nella sicurezza dei quadrati dei picchieri quando ricaricavano. Per contrastare questo problema, venne introdotta l'importante invenzione tattica della raffica di fuoco, combinata con l'antico concetto di contro-marcia, già utilizzata dalle legioni romane. Questa manovra combinata aveva i moschettieri schierati in blocchi di cinque o più ranghi e nove file, in cui i ranghi sparavano successivamente con loro arma contemporaneamente. Dopo aver scaricato la sua arma, la prima fila avrebbe girato a destra, girando l'angolo del blocco-formazione e marciando verso la parte posteriore, dove avrebbe cominciato a ricaricare, mentre la nuova prima fila sparava una raffica, e così via. Questa tattica consentiva all'unità di sostenere un tasso relativamente veloce di fuoco sufficiente di densità per scoraggiare un onere dei picchieri del quadrato opposto. La manovra doveva essere eseguita in modo disciplinato, tuttavia, per evitare confusione nei ranghi, tanto più che il nemico non era seduto a guardare. Si doveva quindi preparare i soldati. E questa preparazione della manovra tattica era uno dei pilastri della riforma. Venne richiesto un addetto della riforma organizzativa, in quanto la formazione di reclute ora doveva essere affidata agli specialisti, i sergenti di compagnia. Dapprima i moschettieri vennero posti su entrambi i fianchi di un quadrato di picchieri, come nella formazione convenzionale. Ma dopo il 1609 i moschettieri vennero collocati in un fronte continuo davanti ai picchieri quando sparavano le loro raffiche, ritirandosi nella sicurezza del quadrato di picchieri solo quando i picchieri o la cavalleria nemica li caricavano.
La formazione lineare della parte moschettiera della compagnia (il quadrato di picchieri rimase in vigore) fu solo una parte della riforma tattica totale. Eserciti più vecchi avevano diviso la forza totale in tre parti (da qui la parola spagnola tercio per ciascuna di queste parti): un'avanguardia, principale, e una retroguardia, che nella concezione spagnola venivano poco differenziate, anche se le compagnie venivano schierate in una formazione a scacchiera per il sostegno reciproco. I due stadtholder cercarono di migliorare ciò dividendo il loro esercito in unità tattiche di circa 900 uomini (6 compagnie), chiamate "battaglioni," che avrebbero potuto funzionare in modo indipendente. Speravano in questo modo di ottenere flessibilità ed evitare il rischio di una disfatta quando le unità singole andavano in rotta sotto attacco. Queste unità battaglione vennero schierate in tre linee a scacchiera, sempre per il sostegno reciproco. Questo metodo di distribuzione consentiva al comandante di ruotare le compagnie in modo disciplinato, ancora una volta per evitare confusione. I battaglioni vennero combinati alle brigate come formazioni di combattimento. Per raggiungere questa flessibilità tattica, le compagnie dovevano praticare in formazione di battaglione. Tutte le unità dovevano prepararsi nello stesso modo. Inoltre, prima della campagna, il comandante in capo avrebbe comunicato le sue preferenze per la formazione di battaglia ai suoi ufficiali per l'elaborazione di un piano di battaglia abbozzato che dava l'ordine di battaglia in una notazione standard. Questi metodi vennero promossi dal fratello di Guglielmo Luigi, Giovanni VII di Nassau, che scrisse diverse opere sulle tecniche che ricevettero un'ampia distribuzione negli ambienti militari in Europa. Più tardi, vennero pubblicati manuali di preparazione per illustrare la nuova tattica passo dopo passo, come il Wapenhandelinghe van Roers Musquetten Ende Spiessen del 1607 di Jacob de Gheyn. Ciò contribuì a generare una rivoluzione militare tattica anche in altri paesi. 
Le nuove tattiche, infine, raggiunsero anche l'esercito inglese, giusto in tempo per la guerra civile.
Sorprendentemente, le nuove tecniche vennero sperimentate solo una volta, anche se con successo, presso la battaglia di Nieuwpoort nel 1600, dall'Esercito degli Stati. Maurizio non era a favore della ricerca di battaglie aperte, in quanto ciò avrebbe potuto comportare perdite costose di preziosi soldati mercenari. Preferiva lo sgobbare costante ma più sicuro della guerra d'assedio, in cui lui (e il suo successore Federico Enrico) sviluppò una grande competenza. L'Esercito degli Stati quindi s'impegnò raramente in battaglie aperte durante tutto il corso della guerra degli ottant'anni, ma utilizzò il suo esercito da campo strategicamente come un pezzo degli scacchi minaccioso su una scacchiera, spesso con buoni risultati. La guerra venne combattuta principalmente con guarnigioni e forze assedianti. L'esercito che impiegò realmente la nuova tattica fu quello di Gustavo Adolfo di Svezia, che la utilizzò, con alcuni suoi miglioramenti, con grande effetto negli anni 1630.

## Riforme organizzative di Guglielmo III
A seguito delle sconfitte dell'Esercito degli Stati dopo l'invasione francese del rampjaar, nel 1672, Guglielmo III introdusse importanti riforme organizzative e logistiche nell'Esercito degli Stati che consentirono di recuperare in un tempo incredibilmente breve, e di cacciare i francesi dal paese.
La minaccia più diretta per la sopravvivenza dell'Esercito degli Stati nei mesi successivi l'avanzata lampo dei francesi nel cuore olandese era finanziaria: le tre province occupate di Gelderland, Overijssel e Utrecht non pagavano le truppe che erano nella loro "ripartizione", portando ben presto alla perdita di questi reggimenti. L'Olanda pertanto accettò di prendere temporaneamente il finanziamento di queste truppe, nella parte superiore del 58% dei costi della guerra che normalmente già pagava. Ma a livello di compagnia una diversa crisi di liquidità minacciò di rovinare i capitani. Prima di tutto, molti sollecitori militari, avendo paura che non sarebbero stati rimborsati, rifiutarono di concedere ulteriore credito. Allo stesso tempo, la confusione causata dalla frettolosa ritirata dell'esercito dietro la Linea d'acqua olandese, in combinazione con il ritorno a casaccio delle guarnigioni delle fortezze olandesi che avevano così ignominiosamente capitolato ai francesi, causò grandi diminuzioni apparenti della forza effettiva delle compagnie che i capitani dovevano rifornire per proprio conto con il sistema sopra descritto. Questo minacciò di mandare in bancarotta molti capitani, proprio quando ce ne fosse stato più bisogno. Per volere di Guglielmo III, il governo intervenne ora a scongiurare questo pericolo che avrebbe potuto portare ad una rotta dell'esercito. Gli Stati d'Olanda accettarono di risarcire i capitani per la perdita dei soldati a tasso fisso, permettendo ai capitani di portare le loro compagnia di nuovo fino a forza senza corteggiare la rovina finanziaria. Un soldato ucciso in azione avrebbe portato 33 fiorini (poi aumentati a 50 fiorini); un soldato con il suo cavallo a 150 fiorini. Questo sistema continuò fino alla fine della Repubblica delle Sette Province Unite nel 1795. D'ora in poi il governo portava il "rischio d'impresa" della guerra. In cambio i capitani persero il loro status imprenditoriale e vennero trasformati in ufficiali professionisti in senso moderno, con tutto ciò che ne derivava per la disciplina serrata. Il vantaggio per l'esercito era che le sue perdite (ad esempio, dopo un combattimento) erano molto più rapidamente rifornite, consentendogli di mantenere un elevato stato di prontezza.
Le altre riforme furono di natura più imitativa. La ragione per l'avanzata lampo dell'esercito francese era la sua grande superiorità numerica. Un esercito di 125.000 francesi affrontò un'armata campale olandese di soli 22.000 uomini. La differenza tra i punti di forza totali dei due eserciti non era così grande, dato che gli olandesi erano riusciti a raddoppiare le dimensioni dell'Esercito degli Stati dalla sua forza in tempo di pace di circa 35.000 uomini a circa 80.000 uomini nei primi mesi del 1672 attraverso gli sforzi frenetici di reclutamento. La maggior parte di queste truppe aggiuntive sorvegliavano le tante fortezze olandesi, tuttavia, che in seguito spesso si arresero senza combattere ai francesi, o vennero semplicemente ignorate. In ogni caso, 22.000 era il massimo circa che gli olandesi avrebbero potuto sostenere logisticamente sul campo. Il motivo per cui i francesi erano in grado di sostenere un'armata campale molto più grande era che avevano messo a punto un sistema logistico superiore nella recente guerra di devoluzione. I precedenti eserciti di grandi dimensioni, come il combinato esercito franco-olandese di 50.000 uomini che invase l'Olanda spagnola nel 1635 e, successivamente, quasi morto di fame, semplicemente non poteva gestire lo sforzo di fornire il pane quotidiano dei soldati. Il segretario di Stato per la Guerra francese Louvois aveva sviluppato un sistema di basi di rifornimento avanzate, ben fornite con foraggio per i cavalli e pane di grano per i soldati prima dell'inizio dell'annuale campagna. Questo non solo mantenne i francesi ben nutriti durante la campagna in numero fino a quel momento non sostenibile, ma permise anche a Luigi XIV di avviare le sue campagne, mentre i suoi avversari erano ancora in attesa dell'erba per i loro cavalli di cavalleria.
Il governo olandese ora dovette fare un tentativo di imitare questa riforma logistica per essere in grado di eguagliare i numeri francesi sul campo. A differenza dei francesi, però, basarono il loro sistema sulla potenza economica del primo capitalismo moderno in Olanda. Invece di affidare la fornitura di pane ai burocrati del governo, essa venne appaltata alla ditta di Antonio Alvares Machado e Giacobbe Pereira, due uomini d'affari ebrei portoghesi, che vivevano ad Amsterdam; questi due furono i principali providiteurs generali, come li chiamò Guglielmo, e la ditta organizzò l'intero processo di fornitura di pane al campo dell'esercito olandese dall'acquisto di grano per la consegna puntuale del pane ai campi ad un livello sufficiente per sostenere i grandi numeri degli eserciti in campo olandesi nelle guerre successive con la Francia attraverso la guerra di successione spagnola. Questo supporto logistico consentì Guglielmo III di fare la sua sortita audace per catturare la fortezza strategica di Bonn nel 1673, costringendo i francesi ad evacuare le province olandesi occupate, perché le loro linee di rifornimento erano state tagliate. Negli anni successivi l'Esercito degli Stati seguì le riforme francesi anche in altri aspetti, sviluppando una propria serie di basi di rifornimento nei Paesi Bassi spagnoli. Questo permise agli olandesi non solo di corrispondere alle dimensioni degli eserciti francesi, ma anche di estendere la propria campagna nei primi mesi della primavera.
Queste riforme, in combinazione con il fatto che alla fine della Guerre de Holland nel 1678 lastrutturaorganizzativa dell'esercito venne lasciata al suo posto, mentre si riduceva la dimensione dell'esercito a livelli in tempo di pace, trasformarono l'Esercito degli Stati in un vero "esercito permanente" professionista per la prima volta.

## Punti salienti delle guerre e delle campagne
L'Esercito degli Stati fu determinante nel tenere a bada le forze armate di grandi potenze europee molto più grandi, come la Spagna e la Francia, in una serie di conflitti armati nel corso dell'esteso XVII secolo (1590–1715).
Nonostante l'attenzione che attrassero le riforme tattiche Nassauviane, sia nel proprio tempo, che nei recenti dibattiti degli storici della Rivoluzione militare, queste erano in pratica meno importanti dei meno spettacolari, ma altrettanto efficaci, metodi della guerra d'assedio che Maurizio, Guglielmo Luigi, e il loro successore Federico Enrico impiegarono con tale effetto devastante. Naturalmente, i loro metodi in questo senso non erano così rivoluzionari come le riforme organizzative e tattiche, ma fecero dell'Esercito degli Stati una forza offensiva formidabile nella guerra degli ottant'anni. Lo stesso vale in senso difensivo per i genieri che costruirono le nuove fortezze in tracciato italienne in cinture strategiche che frustrarono aspiranti invasori nei secoli a venire.
Tuttavia, i vincoli tecnico-militari dell'epoca impedirono all'Esercito degli Stati di ottenere una svolta strategica nella guerra nei Paesi Bassi spagnoli, anche quando la Repubblica delle Sette Province Unite entrò in un'alleanza offensiva con la Francia nel 1635. Le limitazioni logistiche alle dimensioni degli eserciti in campo, che mantennero la dimensione ottimale di circa 30.000 uomini fino a che Louvois inventò il suo sistema di basi avanzate intorno al 1665, impedì gli olandesi, anche in combinazione con i francesi (come provarono durante la sfortunata invasione del 1635), di ottenere una superiorità numerica sufficiente sopra l'Armata delle Fiandre per sconfiggere quell'esercito sul campo se avesse tentato un'invasione da est. Un'invasione da nord avrebbe richiesto la distruzione paziente della linea di fortificazioni e ostacoli d'acqua che gli spagnoli avevano costruito di fronte alla cintura difensiva olandese equivalente. E questo si rivelò ancora troppo per le capacità offensive dell'Esercito degli Stati che non era in grado di superare le difese di Anversa, il principale ostacolo strategico all'invasione dei Paesi Bassi del sud dal nord. La guerra pertanto si concluse in una situazione di stallo strategico tra gli olandesi e gli spagnoli nel 1640, anche se da parte loro i francesi (di fronte al terreno più facile) fece grandi conquiste in quel periodo.
La pressione sulle finanze pubbliche derivante dalla necessità di supportare grandi livelli di truppe formò una motivazione continua per i reggenti olandesi di limitare le risorse all'esercito. Questa fu una fonte di tensioni all'interno del governo della Repubblica tra il stadtholder e gli Stati durante tutta la storia della Repubblica. Nel 1650 questa tensione portò ad un colpo di stato dell'allora capitano generale Guglielmo II, una delle tre volte (1618, 1650 e 1787) nella storia della Repubblica che l'Esercito degli Stati venne utilizzato dal suo leader per intervenire nella politica dell'epoca. Comprensibilmente, questa esperienza rese i reggenti che si opponevano alle politiche del partito orangista molto prudenti di un esercito prepotente. Dopo la morte inaspettatamente precoce di Guglielmo II, nello stesso anno questi reggenti cercarono quindi di fare in modo che tale intervento non potesse ripresentarsi, limitando l'esercito per la durata del Primo periodo senza stadtholder. Questo accorciamento (e il deterioramento della qualità dell 'esercito che comportava) portarono alla debacle del 1672 e all'ascesa al potere di Guglielmo III.
Dopo la sua morte nel 1702, i reggenti si rifiutarono nuovamente di nominare un nuovo stadtholder (e iniziò il secondo periodo senza stadtholder), ma la loro naturale inclinazione a limitare di nuovo l'esercito dovette essere rinviata fino a dopo la fine della guerra di successione spagnola. Ma poi la storia si ripeté: l'esercito venne ridotto nelle dimensioni al minimo assoluto che potesse ancora essere considerato sicuro. Poiché al tempo stesso la Repubblica abdicò alle sue pretese al rango di una grande potenza e intraprese una politica di neutralità, e al fatto che i nemici ereditari della Repubblica in Spagna, Francia e Gran Bretagna per motivi diversi temporaneamente non posero le solite minacce all'esistenza della Repubblica, questo portò solo al disastro nel corso della guerra di successione austriaca in cui la Repubblica venne trascinata contro la sua volontà a causa della sua linea di fortezze barriera nei Paesi Bassi austriaci che resero impossibile la sua neutralità una volta che la Francia invase quel paese. (Queste fortezze barriera vennero istituite dopo la Pace di Ryswick e riconfermate dai trattati della Barriera del 1709-1715, che permisero alla Repubblica un senso di sicurezza a relativamente basso costo, e fornirono la funzione principale dell'Esercito degli Stati durante la maggior parte del XVIII secolo: presidiare le fortezze). La negligenza dell'esercito allora esigette il suo tributo e, come nel 1672, le inevitabili sconfitte sostenute dell'Esercito degli Stati portarono ad una rivoluzione popolare che ancora una volta portò un membro della Casa di Orange-Nassau al potere dittatoriale, questa volta Guglielmo IV nel 1747. Guglielmo IV non era tuttavia Guglielmo III, e poi poco dopo morì. I risultati positivi della rivoluzione del 1672 non vennero quindi ripetuti, né in campo politico, né militare. La Repubblica e il suo esercito rimasero nella loro discesa verso il basso fino alla scomparsa della vecchia Repubblica per mano dei francesi nel 1795. Ciò venne interrotto solo dall'intervento anglo-prussiano sul lato dello stadtholder Guglielmo V nel 1787 (l'Esercito degli Stati non svolse un ruolo nella guerra dei sette anni, perché la Repubblica riuscì nuovamente a rimanere neutrale, e nella quarta guerra anglo-olandese, perché, come nella prima e nella seconda guerra anglo-olandese, furono conflitti esclusivamente navali). Il canto del cigno dell'Esercito degli Stati fu la Campagna delle Fiandre del 1793-1795, durante il quale ebbe un ruolo spesso incompreso. L'istituzione dell'esercito aumentò da 45.000 uomini nel 1792 a 60.000 uomini nel 1793. Venne costituito un veldleger (esercito mobile) sotto il comando del Principe Ereditario che a volte ebbe successo (Assedio di Landrecies (1794)), a volte tristemente fallì (Battaglia di Menin (1793)). Tutto finì con il collasso degli eserciti della prima coalizione nel mese di gennaio 1795. Poiché il XVIII secolo pertanto rimase piuttosto miseramente senza incidenti, l'interesse degli storici (olandesi) per la storia dell'Esercito degli Stati in quel secolo fu limitato. Le opere canoniche citate di seguito si limitano tutte al periodo prima del 1715.
Il periodo tra il 1672 e il 1715 era in effetti molto più interessante. Dopo aver attivato l'Esercito degli Stati intorno al 1672-73, Guglielmo III lo aumentò ad una forza combattente formidabile che probabilmente combatté Luigi XIV fino all'arresto, dato il nucleo di forze dell'Alleanza di Spagna, Sacro Romano Imperatore, e la Repubblica che lo oppose nella Guerre de Hollande prima della Pace di Nimega del 1678. Anche se l'esercito francese in questa guerra rimase superiore, gli alleati combatterono, e a volte vinsero, alcune battaglie aperte su larga scala, come la Battaglia di Saint-Denis (1678). Nonostante il fatto che, all'inizio di questa guerra, la Repubblica era stata quasi cancellata, non dovette fare concessioni ai francesi in pace, a differenza della Spagna che perse notevole territorio nei Paesi Bassi del sud.
Mentre la Repubblica non implicò sé stessa in conflitti espansionistici, come la guerra delle Riunioni, che la Francia combatté con i suoi vicini nel 1680, era pronta a rispondere quando si sentì di nuovo minacciata nel 1688. Per evitare una ripetizione del 1672 ed evitare un'alleanza tra Giacomo II d'Inghilterra e la Francia, la Repubblica lanciò un attacco preventivo contro l'Inghilterra nel 1688 che portò alla Gloriosa Rivoluzione. Per illustrare i progressi logistici che l'Esercito degli Stati aveva fatto fin dai tempi del rampjaar: riuscì a raddoppiare le sue dimensioni entro i mesi estivi del 1688 e poi a lanciare una flotta d'invasione che era almeno tre volte la dimensione della celebre Armada spagnola di esattamente un secolo prima.  Dopo questa invasione di successo, essa aiutò Guglielmo III a pacificare le isole britanniche negli anni successivi, mentre allo stesso tempo manteneva a bada i francesi nella guerra dei Nove Anni che ne seguì. Anche se in questa guerra i francesi furono ancora generalmente più efficaci nelle battaglie che combatterono con gli Alleati, ancora una volta combatterono in una situazione di stallo, che si rifletté nella pace di Ryswick, che fu favorevole per la Repubblica.
Fondamentalmente la stessa coalizione, sempre guidata dalla Repubblica e che ora divenne la Gran Bretagna, la Francia combatté presto di nuovo nella guerra di successione spagnola, in cui l'Esercito degli Stati raggiunse la sua massima potenza e dimensioni: 119.000 uomini nel 1712. Esso costituì pertanto la spina dorsale delle forze anglo-olandesi nei Paesi Bassi del sud, guidati dal duca di Marlborough (mentre la Repubblica pagò anche per molti dei soldati forniti dai principi tedeschi alleati e della Danimarca, a titolo di sovvenzioni); il contributo britannico era di solito di dimensioni più piccole, al massimo delle battaglie combattute durante il conflitto. Lo sforzo richiesto dalla Repubblica in questa guerra portò quasi all'esaurimento finanziario, così come la Francia venne finanziariamente messa in ginocchio. Questo, e il fatto che i frutti della vittoria alleata sulla Francia furono mietuti quasi esclusivamente dalla Gran Bretagna (che aveva voltato le spalle ai suoi alleati e concluso una pace separata) delusero così il governo olandese, che decise di voltare le spalle alla politica di potenza europea per il resto del XVIII secolo, adottando una politica di neutralità armata.